# Karlo-Marxowe
Karlo-Marxowe (ukrainisch Карло-Марксове – ukrainisch offiziell seit dem 12. Mai 2016 Софіївка Sofijiwka/; russisch Карло-Марксово Karlo-Marxowo) ist eine Siedlung städtischen Typs im Osten der Ukraine in der Oblast Donezk mit etwa 10.000 Einwohnern (2015).

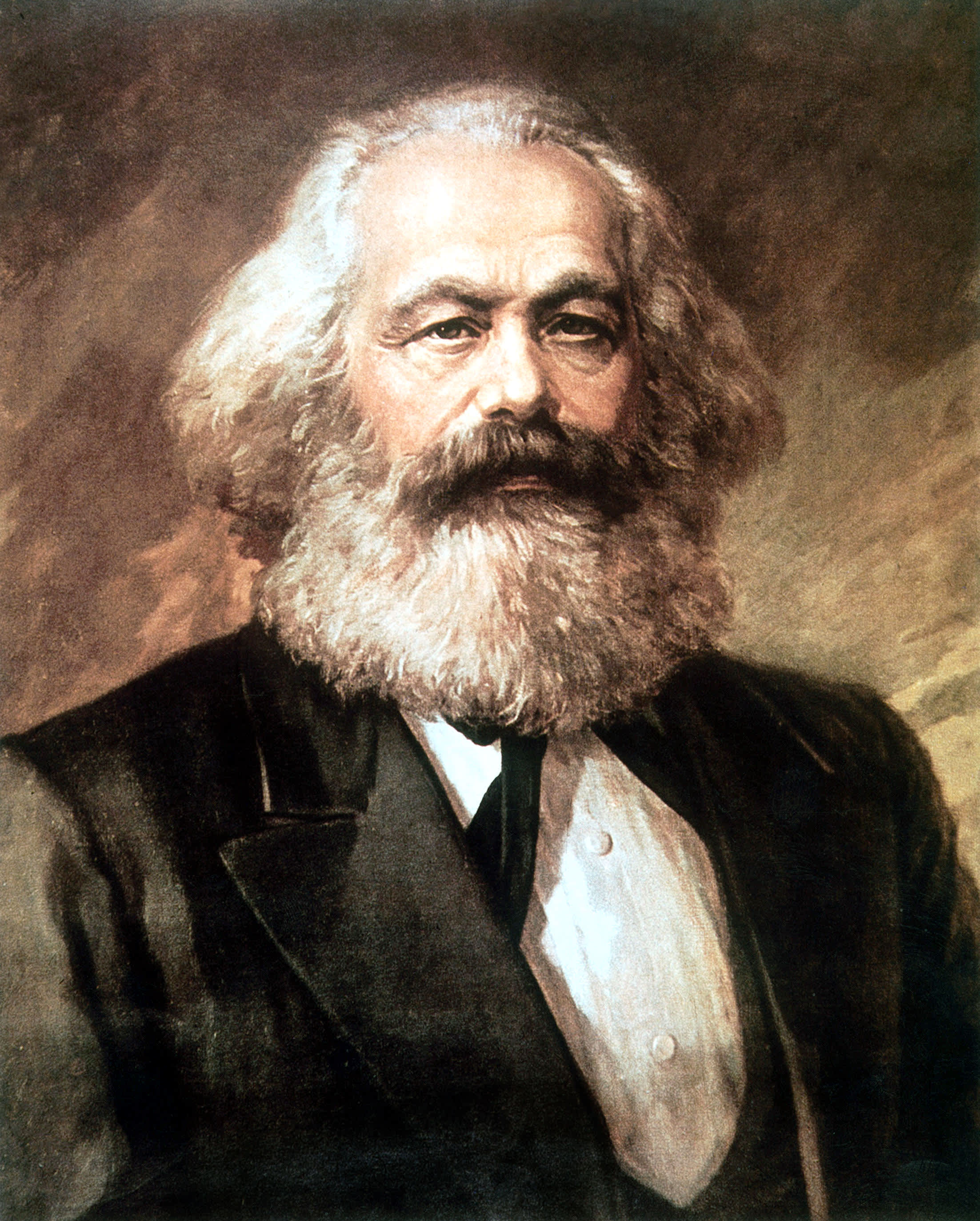
Der Namensgeber der Ortschaft Karl Marx

Die Siedlung ist nach Karl Marx, dem deutschen Philosophen und Theoretiker des Sozialismus und Kommunismus benannt.

## Geographie
Die Siedlung liegt im Donezbecken 42 km nördlich vom Oblastzentrum Donezk und  8 km nordwestlich vom Zentrum von Jenakijewe, zu dessen Stadtkreis sie zählt. Das Zentrum von Horliwka liegt 14 km nordwestlich der Ortschaft. Am Ort vorbei führt die Fernstraße M 04/E 50.
Zur Siedlungsratsgemeinde von Karlo-Marxowe zählt noch das Dorf Nowoseliwka (ukrainisch Новоселівка) mit etwa 160 Einwohnern und die Ansiedlung Staropetriwske (ukrainisch Старопетрівське) mit etwa 480 Einwohnern.

## Geschichte
Die Siedlung wurde im Jahre 1783 gegründet und erhielt den Namen Sofijiwka (ukrainisch Софіївка). 1858 wurde im Dorf das erste Kohlebergwerk eröffnet und seit 1940 ist Karlo-Marxowe eine Siedlung städtischen Typs. Bis 1924 trug der Ort den Namen Sofijiwskyj Rudnyk und danach bis 1965 den Namen Imeni Karla Marxa („Name des Karl Marx“).
Vom November 1941 bis zum September 1943 war der Ort von Truppen der Wehrmacht besetzt.
Seit Sommer 2014 ist der Ort im Verlauf des Ukrainekrieges durch Separatisten der Volksrepublik Donezk besetzt.

## Bevölkerungsentwicklung
1923 lebten 2.952 Personen in der Siedlung. Die Bevölkerung des Ortes wuchs in der zweiten Hälfte des 20. Jahrhunderts stark an und betrug zwischenzeitlich beinahe 15.000. Danach nahm die Bevölkerung jedoch wieder ab. 2022 lebten 9.547 Personen in Karlo-Marxowe.
| 1923  | 1926  | 1939  | 1959   | 1970   | 1979   | 1989   | 2001   | 2015  | 2020  | 2022  |
| ----- | ----- | ----- | ------ | ------ | ------ | ------ | ------ | ----- | ----- | ----- |
| 2.952 | 4.520 | 9.895 | 12.082 | 14.829 | 14.961 | 13.902 | 11.329 | 9.637 | 9.575 | 9.547 |